# David Kuiper
David Kuiper (Aduard, 12 december 1980) is een Nederlandse roeier. Hij vertegenwoordigde Nederland eenmaal bij de Olympische Spelen, maar won hierbij geen medaille.
In 2008 vertegenwoordigde hij Nederland met de Holland Acht op de Olympische Spelen van 2008 in Peking. Het team kwalificeerde zich ternauwernood voor de Spelen door bij de wereldbekerwedstrijden in het Poolse Poznań met een overwinning het laatste olympische slot te bemachtigen. Op de Spelen plaatste het Nederlandse team zich via de herkansing voor de finale. In de finale greep het team met een vierde plaats net naast een medaille.
Hij is sinds 2002 lid van ARSR Skadi in Rotterdam. Met Skadi wist hij vijf maal op rij, van 2006 tot en met 2010, het hoofdnummer Oude Vier van de Varsity te winnen.

## Titels
- Nederlands kampioen acht met stuurman - 2005, 2007, 2008
- Nederlands kampioen twee zonder stuurman - 2009, 2010
- Rotterdams Sportman van het jaar 2009

## Palmares

### Acht met stuurman
- 2004:  WK Studenten
- 2005: 4e Worldcup Eton
- 2005: 4e Worldcup Luzern
- 2005: 8e WK Gifu
- 2006: 4e Worldcup München
- 2006: 5e Worldcup Luzern
- 2006: 14e WK Eton
- 2007: 6e Worldcup Linz/Ottensheim
- 2007: 8e Worldcup Amsterdam
- 2007: 5e Worldcup Luzern
- 2007: 10e WK München
- 2008: 7e Worldcup München
- 2008: 8e Worldcup Luzern
- 2008: 1e Olympisch Kwalificatietoernooi
- 2008: 4e Olympische Spelen van Peking
- 2009:  Worldcup Luzern
- 2009:  WK Poznan

### Overig
- 2006:  Varsity
- 2006:  Grand Challenge Cup, Henley Royal Regatta
- 2007:  Varsity
- 2008:  Varsity
- 2009:  Varsity
- 2010:  Varsity
- 2009:  2- World Cup München

Olivier Siegelaar · 
Rogier Blink · 
Jozef Klaassen · 
Meindert Klem · 
David Kuiper · 
Reinder Lubbers ·  
Mitchel Steenman · 
Olaf van Andel · 
Diederik Simon · 
Peter Wiersum (stuurman)